# Xã Fairfield, Quận Grand Forks, Bắc Dakota
Xã Fairfield (tiếng Anh: Fairfield Township) là một xã thuộc quận Grand Forks, tiểu bang Bắc Dakota, Hoa Kỳ. Năm 2010, dân số của xã này là 117 người.